# Wesley MacInnes

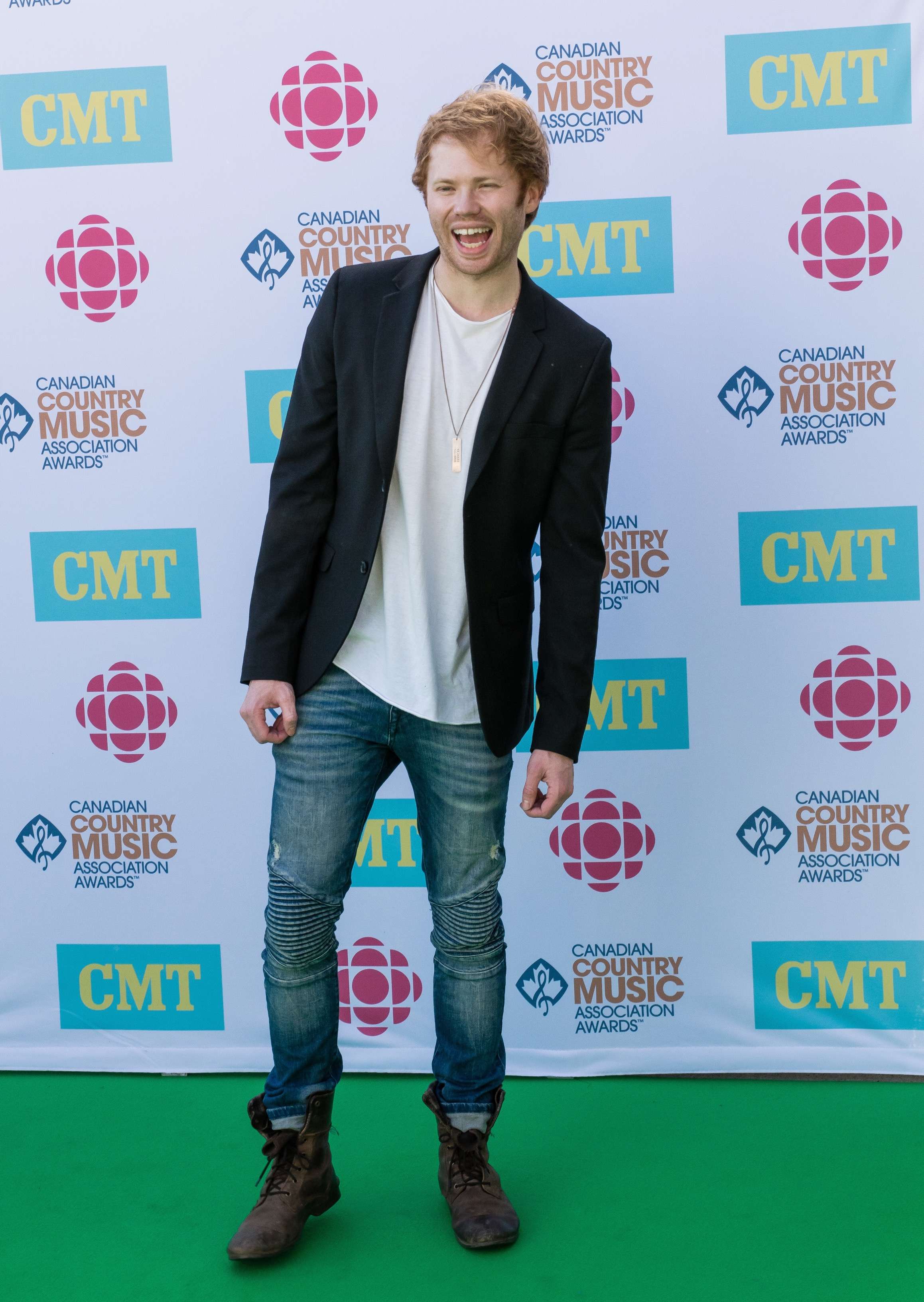
Wesley MacInnes (2016)

Wesley „Wes“ MacInnes (* 15. März 1988 in Calgary, Alberta) ist ein kanadischer Schauspieler und Country-Musiker.

## Leben
MacInnes wurde am 15. März 1988 in Calgary geboren. Sein Vater ist Anwalt und begeisterter Gitarrist. Ab 2009 war er als Schauspieler zu sehen. So war er in diesem Jahr in der Pilotfolge der Fernsehserie Vampire Diaries sowie im Fernsehfilm Ein Hund namens Weihnachten zu sehen. Nach einer Episodenrolle 2010 in der Fernsehserie Smallville folgte 2011 die Rolle des Sean Harris im Fernsehfilm Magic Beyond Words – Die zauberhafte Geschichte der J. K. Rowling und ab demselben Jahr bis 2012 in fünf Episoden der Fernsehserie Heartland – Paradies für Pferde die Rolle des Austin Mars. In den nächsten Jahren folgten eine Reihe von Besetzungen als Episodendarsteller in verschiedenen Fernsehserien. 2014 stellte er im Horrorthriller Girlhouse – Töte, was du nicht kriegen kannst die Rolle des Alex dar. 2019 spielte er in der Actionfilm-Satire Hard Powder die Rolle des Dante. 2022 stellte er im Netflix Original The Imperfects die Rolle des Owen Schultz dar.
Als Musiker veröffentlichte MacInnes unter dem Spitznamen Wes im Juni 2013 seine Debütsingle Duet, in er von Carly McKillip gesanglich begleitet wird. Im September desselben Jahres erhielt er eine Auszeichnung der Canadian Country Music Association. Rund zwei Jahre später erschien im Universal Music Canada sein Debütalbum Edge of the Storm. Dem zuvorgegangen waren wenige Monate davor die EP Wes Mack. Vier Jahre später erschien sein zweites Album Soul.
Er lebt heute in Vancouver, British Columbia.

## Filmografie (Auswahl)
- 2009: Vampire Diaries (The Vampire Diaries, Fernsehserie, Episode 1x01)
- 2009: Ein Hund namens Weihnachten (A Dog Named Christmas, Fernsehfilm)
- 2010: Smallville (Fernsehserie, Episode 9x11)
- 2011: Magic Beyond Words – Die zauberhafte Geschichte der J. K. Rowling (Magic Beyond Words: The JK Rowling Story, Fernsehfilm)
- 2011–2012: Heartland – Paradies für Pferde (Heartland, Fernsehserie, 5 Episoden)
- 2012: Continuum (Fernsehserie, Episode 1x09)
- 2012: Henchpeople (Fernsehserie, 2 Episoden)
- 2012: The Phantoms (Fernsehfilm)
- 2013: Words & Pictures – In der Liebe und in der Kunst ist alles erlaubt (Words & Pictures)
- 2014: Supernatural (Fernsehserie, Episode 9x10)
- 2014: Far from Home (Fernsehfilm)
- 2014: The 100 (Fernsehserie, Episode 1x10)
- 2014: Girlhouse – Töte, was du nicht kriegen kannst (Girlhouse)
- 2015: Before You Drive Me Crazy (Kurzfilm)
- 2015: Motive (Fernsehserie, Episode 3x03)
- 2016: iZombie (Fernsehserie, Episode 2x17)
- 2016: Warcraft: The Beginning (Warcraft)
- 2017: Power Rangers
- 2018: Legends of Tomorrow (DC’s Legends of Tomorrow, Fernsehserie, Episode 4x08)
- 2019: Hard Powder (Cold Pursuit)
- 2020: Project Blue Book (Fernsehserie, Episode 2x01)
- 2021: Honey Girls
- 2021: Guilty Party (Fernsehserie, 4 Episoden)
- 2021: Joy for Christmas (Fernsehfilm)
- 2022: The Imperfects (Fernsehserie, 2 Episoden)

## Diskografie (Auswahl)
Studioalben
- 2015: Edge of the Storm, erschienen am 4. September 2015, Label: Universal Music Canada
- 2019: Soul, erschienen am 25. Oktober 2019, Label: Creator Brand Label Co.

EPs
- 2015: Wes Mack, erschienen am 2. Juni 2015, Label: Universal Music Canada